# 椿温泉

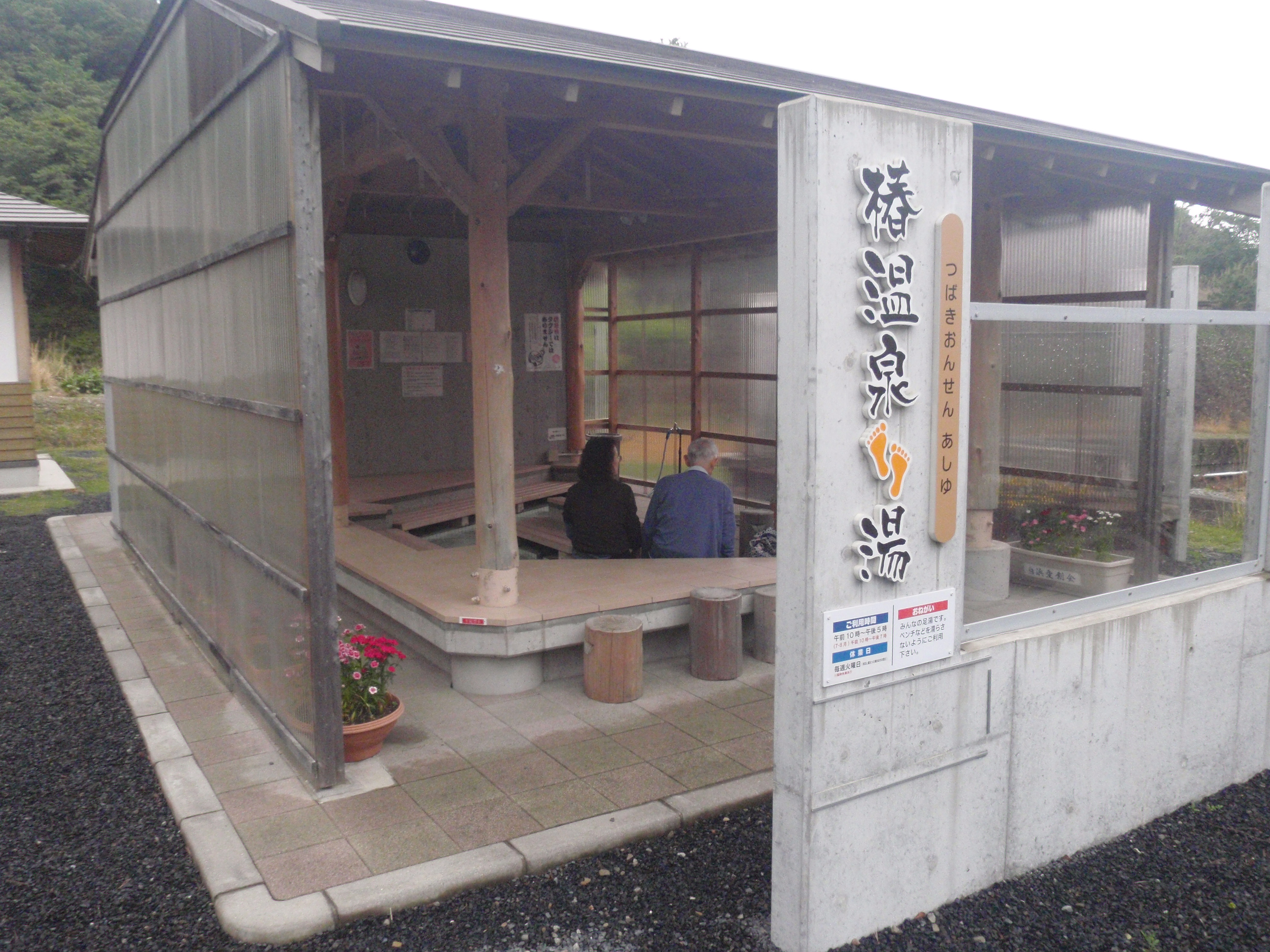
道の駅に併設された無料足湯

椿温泉（つばきおんせん）は、和歌山県西牟婁郡白浜町椿にある温泉。

## 泉質
- 硫黄泉など

## 温泉街
中規模の温泉旅館などが、国道42号沿いに数軒ある。歓楽街はないに等しい。メジャーな白浜温泉の陰に隠れてしまっている感じの温泉街とも言える。温泉の湧く場所（源泉）は、地元集落の中心部から国道を少し登ったところに位置する。特徴的な建物としては、海を見下ろす位置にリゾートマンションが2棟建っている。
また小規模ながら、徒歩5〜10分ほどの入り江には海水浴場がある。

## 歴史
その昔、足を痛めたシラサギが当地に噴出していた天然の温泉にたびたび飛来し、足を治したという故事が残っている。紀州藩の地誌『紀伊続風土記』（天保10年）には名湯として紹介され、1851年（嘉永4年）の温泉番付である『諸国温泉効能鑑』には西前頭16枚目に「紀州大ぜち（大辺路）の湯」として紹介されている。
平成に入ってからホテルが閉鎖されるなど衰退傾向であったが、2010年（平成22年）4月には、日帰り入浴施設と無料足湯を備えた「道の駅椿はなの湯」が開業した。

## アクセス
- 道路：国道42号沿いに位置する。
- 鉄道：JR紀勢本線椿駅下車徒歩30分（無料のレンタサイクルあり）。
- バス：白浜温泉からJR白浜駅経由で明光バスが運行されている（白浜温泉⇔白浜駅⇔椿温泉⇔日置）。